# Horns kyrkokör
Horns kyrkokör var en blandad kör och kyrkokör i Horns församling, Kinda som bildades senast 1942. Dirigent och ledare från 1942 var kantor Per Edqvist.